# Stefano Balocco
Stefano Balocco, noto anche con lo pseudonimo di Steve Bone o Steve Balocco (Mondovì, 29 novembre 1974), è un bassista italiano. È il bassista dei Bad Bones e degli Ottobre Rosso

## Biografia
Steve inizia a suonare il basso all'età di 16 anni spinto dal fratello Raffaele, che aveva iniziato da poco a suonare la batteria. I suoi miti sono gli Iron Maiden, i Guns N' Roses, gli AC/DC, i Black Sabbath, i Kiss, i Ramones e i Motörhead. I suoi bassisti preferiti sono Steve Harris, Cliff Burton, Geezer Butler, Frank Bello, Dee Dee Ramone e Cliff Williams.
Nel 1991 comincia a suonare insieme al fratello in alcune giovani band locali dedite alle cover con le quali registra alcuni demo, nel 1995 fonda insieme al fratello Lele i Calibro, band di rock italiano con cui pubblica un EP di 6 canzoni intitolato Incanto (Studio 11, 1996).
Nel 1996 diventa il bassista degli AnthenorA, gruppo heavy metal con cui ottiene buoni consensi come tributo agli Iron Maiden.
Dal 2002 al 2004 segue in tour il batterista degli Iron Maiden Nicko McBrain, suonando in Italia ed Europa.
Nel 2003 viene chiamato da Nick Savio per prendere parte al progetto Broken Arrow che vedeva Nick Savio degli White Skull alla chitarra, Dave Baduena alla voce e Camillo Colleluori dei Garden Wall alla batteria. Con questa formazione pubblica Abyss of Darkness (Scarlet, 2003) di cui è autore di tutti i testi.
Nello stesso anno, Steve è ospite della raccolta Futupast (Casket, 2003) dei milanesi Power Symphony dove registra la cover dei Manowar Blood of my Enemies.
Continua anche la sua militanza negli Anthenora, che intanto hanno messo da parte il tributo agli Iron Maiden concentrandosi su pezzi originali che portano alla pubblicazione di un EP The General's Awakening (autoprodotto, 2002) e due album: The Last Command (Locomotive Music, 2003) e Soulgrinder (MyGraveyard, 2005).
Nel 2004 entra a far parte dei vicentini White Skull, con i quali realizza The Ring of the Ancients (Dragonheart, 2006), di cui è autore di tutti i testi. Lo stesso anno parteciperà al Gods of Metal con la band vicentina.
Nel maggio del 2007 fonda assieme a al fratello Lele e Domenico Borra i Bad Bones, che diventeranno da quel momento la sua unica band. I tre creano una propria etichetta indipendente la Madhouse Music di cui Steve è il presidente.
Con i Bad Bones realizza Smalltown Brawlers (Madhouse Music/Red Pony, 2008) e si imbarca per un lungo tour negli Stati Uniti, che lo porterà a suonare in club storici come il Whisky a Go Go di Los Angeles e a partecipare a festival importanti come l'Hollywood Rock Convention, l'anno seguente, visto le grandi richieste viene ristampato il primo fortunato album che include alcune bonus tracks che verranno inserite nell'EP Dead Boy  (Madhouse Music/Red Pony, 2009) con la partecipazione di Pino Scotto nella traccia We want live with R’n’R.
Ne segue una serie di date in Italia, Francia, Svizzera, Germania, Repubblica Ceca e Stati Uniti, supportando band come Hardcore Superstar, Strana Officina, Adam Bomb, Entombed e Crucified Barbara. Nel 2010 i Bad Bones realizzano il loro secondo album A Family Affair (Madhouse Music/Nadir Music, 2010), che vede come ospite Roberto Tiranti nel pezzo Desperado.  La band si aggiudica l'Italian Metal Awards come best Hard Rock e partecipa all'Italian Gods of Metal oltre ad una serie di altri prestigiosi festival in estate.
Nel novembre 2010, Road to R’n’R, brano incluso in A Family Affair viene inserito nella compilation della rivista Rock Hard.
Steve si occupa della composizione dei testi dei Bad Bones oltre che di molte delle musiche. . Negli anni è passato dalla predilezione della "cavalcata" suonata a dita "stile Steve Harris", all'uso del plettro, studiando il sound di bassisti quali Lemmy Kilmister, Frank Bello e Dee Dee Ramone, privilegiando un suono distorto e graffiante con una velocissima plettrata in flat. Nei Bad Bones è inoltre la seconda voce della band e si è cimentato anche come voce solista della title track dell'album: A Family Affaire in "Rattlesnake" song dell'album "Hasta El Final!" Uscito per Rockshot records nel 2023
Nel 2010 Steve ha partecipato al libro di Danilo Saccottelli Maschere per Liberodiscrivere Edizioni, insieme ad altri musicisti quali Michel Langevin dei Voivod, Trevor dei Sadist, Tommy Massara degli Extrema e membri di Cynic e Bulldozer.
Nel settembre 2011 i Bad Bones annunciano l'ingresso di Max Malmerenda come cantante della band. Nel giugno del 2012 i Bad Bones entrano in studio per registrare il loro terzo album Snakes and Bones. Steve scrive tutti i testi delle canzoni e molte delle musiche. Assieme a suo fratello Lele e Riccardo Parravicini si occupa anche della produzione artistica dell'album.
Nel 2013 Steve fonda Madhouse Music, agenzia di booking e management che gestirà la band piemontese. 
Nello stesso anno, al ritorno dall'ennesimo tour in California,   Mekk Borra lascia i Bad Bones venendo rimpiazzato da Sergio Aschieris alla chitarra, a quel punto Steve diventa il compositore principale della band e si occupa della produzione dei seguenti album " Demolition Derby" uscito per Sliptrick records nel 2016 e "High Rollers" uscito sempre per Sliptrick records nel 2018. 
Tra il 2017 e il 2018 Steve si occupa di organizzare il "Demolition Derby tour" che porterà la band a suonare in Russia, Stati Uniti ed Europa. 
Nel novembre 2018 all'uscita di "High Rollers" la band torna on the Road per un tour europeo che tocca Italia, Germania, Svizzera, Lituania e Lettonia e si conclude con la partecipazione al Metalitalia festival nel giugno 2019 assieme a band del calibro di Gotthard, Hardcore Superstar, e Phil Campbell & the bastard sons.
Nell'autunno 2019 Max e Sergio lasciano la band per dedicarsi a progetti personali e Mekk Borra rientra in pianta stabile nella band come cantante/chitarrista.
Steve e Madhouse Music organizzano lo "The Small-town Brawlers are back Tour" che porterà in giro il riformato trio per l'Italia, purtroppo nel febbraio 2020 la pandemia costringe la band ad annullare le restanti 20 date del tour.
Nel marzo dello stesso anno Steve viene contagiato dal corona virus e trascorre un periodo di isolamento in casa, in quelle due settimane trova l'ispirazione per cimentarsi nella scrittura di un nuovo album, questa volta in italiano, spostando il sound verso la new wave e proiettandosi in una nuova dimensione artistica. Le canzoni scritte in quel periodo andranno a formare il primo album di un nuovo progetto, gli  "Ottobre Rosso": Alessandro Fabro alla voce , Mekk Borra alle chitarre, Pier Colla alle tastiere e Giorgio Quaglia alla batteria. 
L'album verrà registrato da Riccardo Paravicini (già dietro alla consolle di Niccolò Fabi, Marlene Kuntz, Max Gazzè e Daniele Silvestri) e verrà intitolato " La Testa in Fondo al Pozzo".
Anticipato dall'uscita del singolo " Nel Vuoto" uscito nel marzo 2022 il disco verrà distribuito da Artist First nel Novembre dello stesso anno.
Il 2022 vede Steve tornare al lavoro anche con i Bad Bones, a dicembre il power trio torna in studio e registra il suo sesto album "Hasta El Final!" Album prodotto da Parravicini e i tre Bad Bones, registrato completamente in presa diretta con pochissime sovraincisioni , "Hasta El Final" esce nel marzo 2023 e vede impegnata la band in un lunghissimo tour di oltre 50 data in Italia, Spagna, Francia, Germania e Svizzera.

## Discografia

### Con i Calibro
- 1996 - Incanto

### Con gli Anthenora

#### Album
- 2003 - The Last Command
- 2005 - Soulgrinder

#### EP
- 2002 - The General's Awakening

### Con i Broken Arrow
- 2003 - Abyss of Darkness

### Con i Power Symphony
- 2003 - Futupast

### Con i White Skull
- 2006 - The Ring of the Ancients

### Con i Bad Bones

#### Album
- 2008 - Smalltown Brawlers
- 2010 - A Family Affair
- 2012 - Snakes and Bones
- 2016 - Demolition Derby
- 2018 - " High Rollers "
- 2023 - " Hasta El Final!"

#### EP
- 2009 - Dead Boy

### Con gli Ottobre Rosso

#### Album
- 2022 - " La Testa in Fondo al Pozzo"